# 61e cérémonie des Oscars
La 61e cérémonie des Oscars du cinéma a lieu le 29 mars 1989 à 18 h au Shrine Civic Auditorium à Los Angeles.

## La cérémonie
La cérémonie récompensa les meilleurs films de l'année 1988 dans 23 catégories. Elle dura 3 heures et 19 minutes et fut diffusée en direct sur la chaîne ABC.

### Équipe technique
- Maître de cérémonie : aucun
- Producteur : Allan Carr
- Dialoguistes : Bruce Vilanch, Hildy Parks
- Directeur musical : Marvin Hamlisch
- Réalisation télé : Jeff Margolis

### Le spectacle
Le producteur de la cérémonie, Allan Carr, désireux de dépoussiérer celle-ci, occasionna maints changements. Tout d’abord, il transforma la phrase rituelle « And the winner is … » en « And the Oscar goes to …  », ce à quoi plusieurs remettants refusèrent de se soumettre.
La cérémonie débuta par un numéro long musical « à la Broadway » conçu par Steve Silver et composé d'extraits de I Only Have Eyes for You interprété par Eileen Bowman déguisée en Blanche-Neige, I've Got a Lovely Bunch of Coconuts par Merv Griffin, Proud Mary par Eileen Bowman et Rob Lowe, You Are My Lucky Star et Hooray for Hollywood,  avec l'apparition des légendes d'Hollywood Buddy Rogers, Alice Faye, Tony Martin, Cyd Charisse, Dorothy Lamour, Roy Rogers, Dale Evans, Vincent Price et Coral Browne.
Un second numéro musical, présenté par Lucille Ball
et Bob Hope, intitulé I Wanna Be An Oscar Winner et écrit par Marvin Hamlisch et Fred Ebb, fut quant à lui interprété par 19 artistes de la nouvelle génération : Blair Underwood, Holly Robinson Peete, Joely Fisher, Keith Coogan, Patrick O'Neal, Tyrone Power Jr., Carrie Hamilton, Ricki Lake, Tricia Leigh Fisher, Corey Feldman, Patrick Dempsey, Corey Parker, Chad Lowe, D. A. Pauley, Tracy Nelson, Christian Slater, Savion Glover, Melora Hardin et Matt Lattanzi. Toutes et tous furent présentés comme les prochaines stars d'Hollywood, et les probables futurs récipiendaires d'un Oscar. Pourtant, aucune de ces 19 personnalités n'a jamais été nommée.
Compte tenu de la longueur de ces morceaux, Carr décida d'annuler l'interprétation traditionnelle des chansons nommées à l'Oscar de la meilleure chanson originale.
Ces initiatives furent très mal accueillies, tant par les habitués de la cérémonie que par les téléspectateurs. Allan Carr fut de ce fait éconduit l’année suivante et il fallut attendre la 74e cérémonie en 2002 pour assister à nouveau à un spectacle d'ouverture musical.

## Palmarès
Les lauréats sont indiqués ci-dessous en premier de chaque catégorie et en gras.

### Meilleur film
(remis par Cher)
- Rain Man (Rain Man) de Barry Levinson
  - Voyageur malgré lui (The Accidental Tourist) de Lawrence Kasdan
  - Les Liaisons dangereuses (Dangerous Liaisons) de Stephen Frears
  - Mississippi Burning d'Alan Parker
  - Working Girl de Mike Nichols

### Meilleur réalisateur
(remis par Kurt Russell et Goldie Hawn)
- Barry Levinson pour Rain Man
  - Charles Crichton pour Un poisson nommé Wanda (A Fish Called Wanda)
  - Martin Scorsese pour La Dernière Tentation du Christ (The Last Temptation of Christ)
  - Alan Parker pour Mississippi Burning
  - Mike Nichols pour Working Girl

### Meilleur acteur
(remis par Michael Douglas)
- Dustin Hoffman pour le rôle de Raymond Babbitt dans Rain Man[9]
  - Gene Hackman pour le rôle de Rupert Anderson dans Mississippi Burning
  - Tom Hanks pour le rôle de Josh dans Big de Penny Marshall
  - Edward James Olmos pour le rôle de Jaime A. Escalante dans Envers et contre tous (Stand and Deliver) de Ramón Menéndez
  - Max von Sydow pour le rôle de Lassefar dans Pelle le Conquérant (Pelle Erobreren) de Bille August

### Meilleure actrice

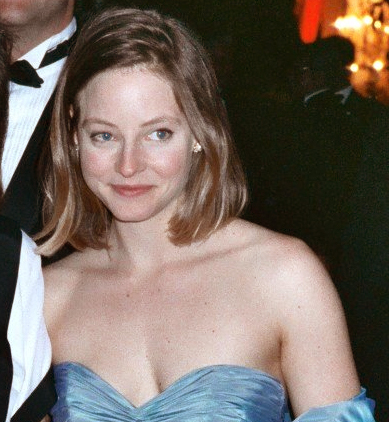
Jodie Foster lors de la cérémonie des Oscars

(remis par Dustin Hoffman et Tom Cruise)
- Jodie Foster pour le rôle de Sarah Tobias dans Les Accusés (The Accused) de Jonathan Kaplan
  - Glenn Close pour le rôle de la marquise de Merteuil dans Les Liaisons dangereuses
  - Melanie Griffith pour le rôle de Tess McGill dans Working Girl
  - Meryl Streep pour le rôle de Lindy Chamberlain dans Un cri dans la nuit (Evil Angels) de Fred Schepisi
  - Sigourney Weaver pour le rôle de Dian Fossey dans Gorilles dans la brume (Gorillas in the Mist: The Story of Dian Fossey) de Michael Apted

### Meilleur acteur dans un second rôle
(remis par Roger Moore, Michael Caine et Sean Connery)
- Kevin Kline pour le rôle de Otto dans Un poisson nommé Wanda
  - Alec Guinness pour le rôle de William Dorrit dans La Petite Dorrit (Little Dorrit) de Christine Edzard
  - Martin Landau pour le rôle de Abe Karatz dans Tucker (Tucker: The Man and His Dream) de Francis Ford Coppola
  - River Phoenix pour le rôle de Danny Pope dans À bout de course (Running on Empty) de Sidney Lumet
  - Dean Stockwell pour le rôle de Tony "The Tiger" Russo dans Veuve mais pas trop (Married to the Mob) de Jonathan Demme

### Meilleure actrice dans un second rôle
(remis par Melanie Griffith et Roger Moore)
- Geena Davis pour le rôle de Muriel Pritchett dans Voyageur malgré lui
  - Joan Cusack pour le rôle de Cynthia dans Working Girl
  - Frances McDormand pour le rôle de Madame Pell dans Mississippi Burning
  - Michelle Pfeiffer pour le rôle de Madame Marie de Tourvel dans Les Liaisons dangereuses
  - Sigourney Weaver pour le rôle de Katharine Parker dans Working Girl

### Meilleur scénario original
(remis par Richard Dreyfuss et Amy Irving)
- Ronald Bass (scénario) et Barry Morrow (histoire/scénario) pour Rain Man
  - Gary Ross et Anne Spielberg pour Big
  - Ron Shelton pour Duo à trois (Bull Durham) de Ron Shelton
  - John Cleese (histoire/scénario) et Charles Crichton (histoire) pour Un poisson nommé Wanda
  - Naomi Foner pour À bout de course

### Meilleure adaptation
(remis par Michelle Pfeiffer et Dennis Quaid)
- Christopher Hampton pour Les Liaisons dangereuses
  - Frank Galati et Lawrence Kasdan pour Voyageur malgré lui
  - Anna Hamilton Phelan (histoire/scénario) et Tab Murphy (histoire) pour Gorilles dans la brume
  - Christine Edzard pour La Petite Dorrit
  - Jean-Claude Carrière et Philip Kaufman pour L'Insoutenable Légèreté de l'être (The Unbearable Lightness of Being) de Philip Kaufman

### Meilleur film étranger
(remis par Candice Bergen, Jacqueline Bisset et Jack Valenti)
- Pelle le Conquérant (Pelle Erobreren) de Bille August •  Danemark
  - Femmes au bord de la crise de nerfs (Mujeres al borde de un ataque de nervios) de Pedro Almodóvar •  Espagne
  - Hanussen d'István Szabó •  Hongrie
  - Salaam Bombay ! de Mira Nair •  Inde
  - Le Maître de musique de Gérard Corbiau •  Belgique

### Meilleure photographie
(remis par Demi Moore et Bruce Willis)
- Peter Biziou pour Mississippi Burning
  - John Seale pour Rain Man
  - Conrad L. Hall pour Tequila Sunrise de Robert Towne
  - Sven Nykvist pour L'Insoutenable Légèreté de l'être
  - Dean Cundey pour Qui veut la peau de Roger Rabbit (Who Framed Roger Rabbit) de Robert Zemeckis

### Meilleurs costumes
(remis par Bo Derek et Dudley Moore)
- James Acheson pour Les Liaisons dangereuses
  - Deborah Nadoolman pour Un prince à New York (Coming to America) de John Landis
  - Jane Robinson pour A Handful of Dust de Charles Sturridge
  - Patricia Norris pour Meurtre à Hollywood (Sunset) de Blake Edwards
  - Milena Canonero pour Tucker

### Meilleure direction artistique (décors)
(remis par Willem Dafoe et Gene Hackman)
- Stuart Craig et Gérard James pour Les Liaisons dangereuses
  - Albert Brenner et Garrett Lewis pour Au fil de la vie (Beaches) de Garry Marshall
  - Ida Random et Linda DeScenna pour Rain Man
  - Dean Tavoularis et Armin Ganz pour Tucker
  - Elliot Scott et Peter Howitt pour Qui veut la peau de Roger Rabbit ? (Who Framed Roger Rabbit)

### Meilleur son
(remis par Kim Novak et James Stewart)
- Bird – Dick Alexander, Willie D. Burton, Les Fresholtz et Vern Poore
  - Gorilles dans la brume – Peter Handford, Andy Nelson et Brian Saunders
  - Mississippi Burning – Rick Kline, Robert J. Litt, Danny Michael et Elliot Tyson
  - Piège de cristal (Die Hard) – Don Bassman, Kevin F. Cleary, Al Overton Jr. et Richard Overton
  - Qui veut la peau de Roger Rabbit ? (Who Framed Roger Rabbit) – John Boyd, Tony Dawe, Don Digirolamo et Robert Knudson

### Meilleur montage de son
(remis par Kim Novak et James Stewart)
- Qui veut la peau de Roger Rabbit ? (Who Framed Roger Rabbit) – Charles L. Campbell et Louis L. Edemann
  - Piège de cristal (Die Hard) – Stephen H. Flick et Richard Shorr
  - Willow – Ben Burtt et Richard Hymns

### Meilleur montage
(remis par Farrah Fawcett et Ryan O'Neal)
- Qui veut la peau de Roger Rabbit ? (Who Framed Roger Rabbit) – Arthur Schmidt
  - Gorilles dans la brume – Stuart Baird
  - Mississippi Burning – Gerry Hambling
  - Piège de cristal (Die Hard) – John F. Link et Frank J. Urioste
  - Rain Man – Stu Linder

### Meilleurs effets visuels
(remis par Beau Bridges, Jeff Bridges et Lloyd Bridges)
- Qui veut la peau de Roger Rabbit ? (Who Framed Roger Rabbit) – George Gibbs, Ed Jones, Ken Ralston et Richard Williams
  - Piège de cristal (Die Hard) – Brent Boates, Richard Edlund, Thaine Morris et Al Di Sarro
  - Willow – Christopher Evans, Michael J. McAlister, Dennis Muren et Phil Tippett

### Meilleurs maquillages
(remis par Cybill Shepherd et Robert Downey Jr.)
- Ve Neill, Steve LaPorte et Robert Short pour Beetlejuice de Tim Burton
  - Rick Baker pour Un prince à New York
  - Thomas R. Burman et Bari Dreiband-Burman pour Fantômes en fête (Scrooged) de Richard Donner

### Meilleure chanson originale

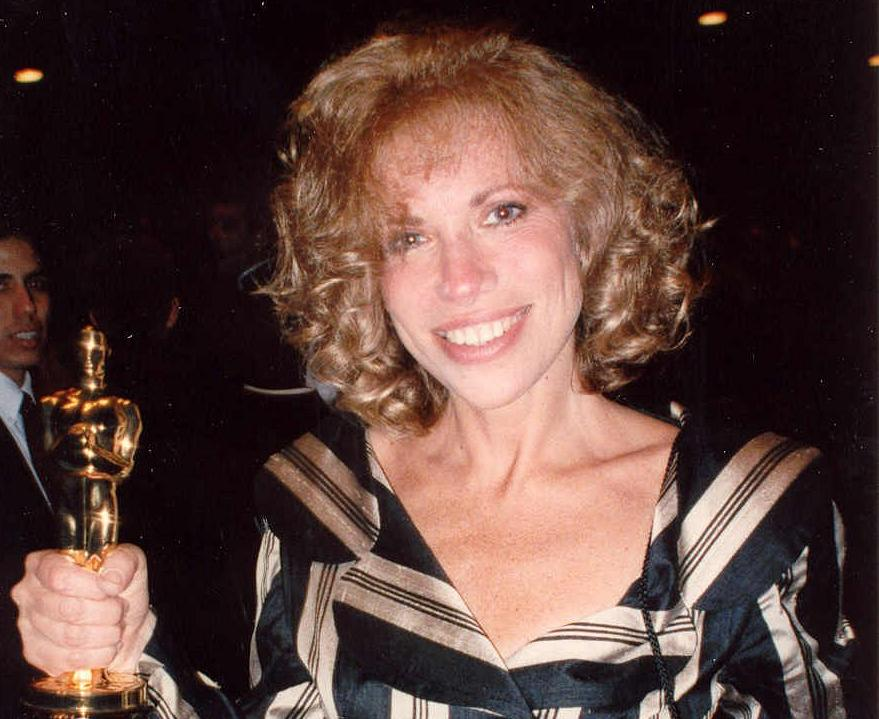
Carly Simon avec son Oscar.

(remis par Sammy Davis Jr. et Gregory Hines)
- Carly Simon pour Let the River Run dans Working Girl
  - Lamont Dozier (musique) et Phil Collins (paroles) pour Two Hearts dans Buster de David Green (en)
  - Bob Telson pour Calling You dans Bagdad Café (Out of Rosenheim) de Percy Adlon

### Meilleure musique originale
(remis par Patrick Swayze)
- Dave Grusin pour The Milagro Beanfield War de Robert Redford
  - John Williams pour Voyageur malgré lui
  - George Fenton pour Les Liaisons dangereuses
  - Maurice Jarre pour Gorilles dans la brume
  - Hans Zimmer pour Rain Man

### Meilleur documentaire
(remis par Edward James Olmos et Max von Sydow)
- Hôtel Terminus de Marcel Ophüls
  - The Cry of Reason de Robert Bilheimer et Ronald Mix
  - Let's Get Lost de Bruce Weber et Nan Bush
  - Promises to Keep de Ginny Durrin
  - Who Killed Vincent Chin? de Renee Tajima-Pena et Christine Choy

### Meilleur court métrage (prises de vues réelles)
(remis par Carrie Fisher et Martin Short)
- The Appointments of Dennis Jennings de Dean Parisot et Steven Wright
  - Cadillac Dreams de Matia Karrell
  - Gullah Tales de Gary Moss

### Meilleur court métrage (documentaire)
(remis par Geena Davis et Jeff Goldblum)
- You Don't Have to Die de Bill Guttentag et Malcolm Clarke
  - The Children's Storefront de Karen Goodman
  - Family Gathering de Lise Yasui et Ann Tegnell
  - Gang Cops de Thomas B. Fleming et Daniel Marks
  - Portrait of Imogen de Nancy Hale et Meg Partridge

### Meilleur court métrage (animation)
(remis par Carrie Fisher et Martin Short)
- Tin Toy de John Lasseter et William Reeves
  - Le chat colla de Cordell Barker (en)
  - Technological Threat de Brian Jennings et Bill Kroyer

## Oscars spéciaux

### Oscars d'honneur
- Eastman Kodak Company pour cent années de services et d'accomplissements
- Office national du film du Canada en reconnaissance de ses cinquante ans, de ses actions en aide à l'originalité artistique, créative et technologique, et de son talent dans tous les domaines de la fabrication de films (remis par Donald Sutherland et Kiefer Sutherland)

### Oscar pour une contribution spéciale
(remis par Charles Fleischer et Robin Williams)
- Richard Williams pour la direction de l'animation et la création des personnages de cartoon dans Qui veut la peau de Roger Rabbit ?

## Oscars scientifiques et techniques
Les Oscars scientifiques et techniques furent remis le 19 mars à la Crystal Room du Beverly Hills Hotel de Los Angeles.

### Prix du mérite scientifique
- Ray Dolby et Joan Allen (Dolby Laboratories) pour leur contribution continue à la sonorisation des films

### Oscar de la réalisation scientifique et d'ingiénerie
- L'équipe Arnold & Richter de Otto Blaschek et Arriflex Corp. pour le concept et la fabrication de la caméra Arriflex 35-3
- Roy W. Edwards et l'équipe Engineering de Photo-Sonics Inc. pour la création et le développement de la caméra Photo-Sonics 35m-4ER avec Reflex Viewing et Video Assist
- Bill Tondreau (Tondreau Systems), Alvah J. Miller et Paul D. Johnson (Lynx Robotics), Peter Regla (Elicon), Dan Slater, Bud Elam, Joe Parker et Billy Bryan (Interactive Motion Central), ainsi que Jerry Jeffress, Ray Feeney, Bill Holland et Kris Brown pour leur contributions individuelles et leurs avancements collectifs qu'ils ont apporté à l'industrie cinématographique dans le domaine du motion control

### Oscar de la réalisation technique
- BHP Inc. pour le développement d'un microprocesseur haute-vitesse pour le laboratoires de cinématographie
- Hollywood Film Co. pour le développement d'un microprocesseur haute-vitesse pour le laboratoires de cinématographie
- Bob Badami, Dick Bernstein et Bill Bernstein (Offbeat Systems) pour le concept et le développement de la Streamline Scoring System, Mark IV, pour le montage
- James K. Branch (Spectra Cine), William L. Blowers et Nasir J. Zaidi pour le concept et le développement du spotmètre Spectra Cine-spot 1-degree pour mesurer la luminosité d'une scène
- Michael V. Chewey pour le développement du premier microprocesseur lecteur
- Bruce W. Keller et Manfred G. Michelson (Technical Film Systems) pour le concept et le développement d'un contrôleur de lumière pour les laboratoires
- Anton Lisziewicz et Glenn M. Berggren (ISCO-OPTIC GmbH) pour le concept et le développement de la série de lentilles Ultra-Star
- Grant Loucks (Alan Gordon Enterprises) et Geoffrey H. Williamson (Wilcam) pour le concept (Loucks) et la mise en application mécanique et électrique (Williamson) de la caméra Image 300 35m high-speed
- Paul A. Roos pour l'invention de la méthode dite Video Assist
- Emanual Trilling (Trilling Resources Ltd.) pour le développement du gel de protection cascadeur contre le feu Stunt-Gel
- Gary Zeller (Zeller Intl. Ltd.) pour le développement de la barrière contre le feu pour cascadeurs Zel-Jel

### Prix Gordon E. Sawyer
- Gordon Henry Cook

## Statistiques

### Récompenses
Quatre Oscars
- Rain Man

Trois Oscars
- Les Liaisons dangereuses
- Qui veut la peau de Roger Rabbit

Un Oscar
- Les Accusés
- Voyageur malgré lui
- Un poisson nommé Wanda
- Bird
- Beetlejuice
- The Milagro Beanfield War
- Pelle le conquérant
- Working Girl
- Mississippi Burning

### Nominations
Huit nominations
- Rain Man

Sept nominations
- Les Liaisons dangereuses
- Mississippi Burning

Six nominations
- Working Girl
- Qui veut la peau de Roger Rabbit

Cinq nominations
- Gorilles dans la brume

Quatre nominations
- Voyageur malgré lui
- Piège de cristal

Trois nominations
- Un poisson nommé Wanda
- Tucker : L'Homme et son rêve

Deux nominations
- Pelle le conquérant
- A bout de course
- La Petite Dorrit
- L'Insoutenable Légèreté de l'être
- Un prince à New York
- Big
- Willow

Une nomination
- La Dernière Tentation du Christ
- Envers et contre tous
- Les accusés
- Un cri dans la nuit
- Veuve mais pas trop
- Duo à trois
- Hanussen
- Le Maître de musique
- Femmes au bord de la crise de nerfs
- Salaam Bombay !
- Tequila Sunrise
- A Handful of Dust
- Meurtre à Hollywood
- Au fil de la vie
- Bird
- Beetlejuice
- Fantômes en fête
- Buster
- Bagdad Café
- The Milagro Beanfield War